# Rio Qiantang
O rio Qiantang (chinês simplificado:  钱塘江; chinês tradicional:  錢塘江; pinyin:  Qiántáng Jiāng, também conhecido como Rio Qian) é um rio do sudeste da China que nasce nas fronteiras das províncias de Anhui e Jiangxi e passa por Hangzhou, a capital da província de Chequião, antes de correr para o Mar da China Oriental, desaguando na Baía de Hangzhou. 
O Qiantang é também a extremidade sul do antigo Grande Canal que liga cinco grandes rios da China, de norte a sul, possibilitando a navegação de Hangzhou para o norte, até Pequim, através do canal. 
O rio e a baía são conhecidos por apresentarem a maior pororoca do mundo, com uma altura de até 9 m, e uma velocidade de até 40 km/h. O fenômeno, que tem início na baía, provoca no rio uma onda que tem, geralmente, de 1,5 a 4,6 m de altura, e que passa por Hangzhou, ameaçando as operações de embarcações no porto. A pororoca do Qiantang é tão perigosa que, até recentemente, nenhum indivíduo que tentou praticar o surf nela conseguiu permanecer de pé na prancha por mais de 11 segundos. 